# Antonio Negro
Antonio Negro (Pietra Ligure, 19 marzo 1885 – Genova, 28 marzo 1963) è stato un sindacalista, politico e antifascista italiano, segretario nazionale della FIOM e senatore nelle prime due legislature della Repubblica italiana.

## Biografia
Impegnato già in età giovanile nelle lotte contro lo scioglimento delle associazioni operaie ordinato nel 1898 dal governo del generale Pelloux, nel 1912 fu eletto segretario della Camera del lavoro di Sestri Ponente. All'avvento del fascismo, fu tra i primi a opporsi con le note lotte operaie organizzate nella cittadina ligure.
Per questo fu costretto dai fascisti a lasciare la città e, aiutato dai portuali, lasciò clandestinamente Sestri per riparare in Egitto, ove organizzò i lavoratori del Canale di Suez.
Quando seppero dove si trovava, i fascisti chiesero ed ottennero dalle autorità di quel paese la sua espulsione.
Riparò quindi in Francia, poi in Austria e per mezza Europa, ritornando da clandestino presso la famiglia che si era rifugiata dai nonni materni nel comune di Capraia e Limite (FI).
Scoperto, fu mandato al confino a Lipari  e al suo ritorno subì continue persecuzioni, tra le quali 109 arresti.

### Impegno nella Resistenza
Partecipò alla guerra di liberazione in Toscana e alla caduta del regime fu sindaco di Empoli, poi segretario della Camera del lavoro di Firenze ed infine segretario nazionale della FIOM.
Ritornò a Genova, dove nell'estate del 1945 fu eletto segretario della Camera del lavoro.
Nel giugno del 1946 fu eletto membro dell'assemblea costituente; nel novembre 1946, consigliere comunale a Genova; infine fu senatore nel primo e nel secondo Senato della Repubblica.
Morì povero, come aveva sempre vissuto, nel 1963. Piazza De Ferrari a Genova era strapiena di cittadini al suo funerale.

## Riconoscimenti
Poco tempo dopo la sua morte, nell'ambito dei lavoratori portuali di Genova, venne fondata la cooperativa di consumo "Antonio Negro", che ebbe un importante peso commerciale con il suo spaccio posto vicino alla Lanterna. La cooperativa si fuse poi, nel 1984, con la Coop Liguria e nella seconda metà degli anni novanta il negozio originario fu sostituito dal punto vendita creato presso il terminal traghetti, ma il nuovo negozio ha mantenuto il nome di Antonio Negro.
Sempre in Liguria è dedicata a lui una strada di Sestri Ponente, mentre in Toscana il comune di Empoli gli ha intitolato una via nel piccolo centro abitato di Marcignana e quello di Capraia e Limite una strada a Limite sull'Arno, paese dove è sepolto insieme alla moglie Lavinia. Qui anche un circolo ARCI porta il nome di Antonio Negro.